# NECフィールディング
NECフィールディング株式会社（英: NEC Fielding, Ltd.）は、NECグループのシステムインテグレーター（メーカー系）。パーソナルコンピュータ、オフィスコンピュータ、メインフレーム、スーパーコンピュータの保守・企画・設計・ネットワーク構築などのサポートを行う。本社を東京都港区三田に置く。

## 社名の由来
社名の「フィールディング」とは、「お客様の対策チームとして迅速に問題解決にあたる」という意味を持つ英語「fielding」を引用している。当社が目指すビジネスが「お客様との接点を中心とした活動」であることを、社名を通して明確にしている。

## 沿革
- 1957年（昭和32年）3月 - 日電不動産株式会社を資本金50万円で設立。この当時、不動産業務と損害保険代理店業務も行っていた。
- 1958年（昭和33年）2月 - 電気・通信関連機器の設計・製図業務開始。
- 1960年（昭和35年）11月 - 日本電気技術協力株式会社に社名変更。
- 1961年（昭和36年）4月 - 無線伝送関連の調整・検査、マイクロ波装置の保守業務を開始。
- 1962年（昭和37年）3月 - 電子計算機保守を開始。
- 1965年（昭和40年）4月 - データ通信、郵便自動化機器の保守・調整などを開始。
- 1966年（昭和41年）12月 - 日本電気エンジニアリング株式会社に社名変更。また、日電興産（現・NECファシリティーズ）を分離設立し、保険代理店・不動産部門を移譲。電気通信事業に特化。
- 1971年（昭和46年）11月 - 海外業務を開始。
- 1973年（昭和48年）
  - 1月 - 日本電気フィールドサービス株式会社に社名変更。
  - 12月 - コンピューター用品の販売を開始。
- 1974年（昭和49年）10月 - 郵便自動化機器保守業務を日本電気郵便エンジニアリング（現・NECポスタルテクノレクス）へ移譲。
- 1975年（昭和50年）
  - 6月 - 日本電気エンジニアリング株式会社を分離・設立し、通信・電子機器設計業務などを移譲。
  - 11月 - ソフトウェアーメンテナンス開始
- 1980年（昭和55年）9月 - 完全子会社として株式会社航空システムサービスを設立。
- 1982年（昭和57年）4月 - 個々のITシステムを関連付けさせるネットワーク事業を立ち上げる。
- 1991年（平成3年）10月 - ソリューションサービス開始
- 1996年（平成8年）3月 - 米バリアン社との共同出資により、株式会社日本オンコロジーシステムを設立。
- 1999年（平成11年）- ISO 9001、ISO 14001認証取得。
- 2000年（平成12年）
  - 4月 - NECカスタマサービスと合併、日本電気コンピュータシステム（現・NECネクサソリューションズ）の保守部門を統合し、NECフィールディング株式会社に社名変更。
  - 5月 - 日本電気エンジニアリングと航空システムサービスの保有株式を全て売却。
- 2001年（平成13年）1月 - 日本オンコロジーシステムの保有株式を一部売却。
- 2002年（平成14年）
  - 1月 - エヌデック株式会社の全株式を取得。
  - 9月　東証一部に株式を上場。
- 2003年（平成15年）7月 - 日本オンコロジーシステムの保有株式を全て売却。
- 2005年（平成17年）3月 - 中国に現地法人NECフィールディング情報技術サービス（北京）を設立。人材派遣会社フィールディングサポートクルー（現・NECフィールディングサポートクルー）設立。
- 2006年（平成18年）- ISO 20000認証を取得。
- 2007年（平成19年）
  - 6月 - 完全子会社としてフィールディングシステムテクノロジー株式会社（現・NECフィールディングシステムテクノロジー）を設立。
  - 7月 - NECインフロンティアシステムサービス株式会社の株式の67%を取得し、連結子会社化。
- 2008年（平成20年）
  - 3月 - FIELDING社会貢献倶楽部を設立。
  - 6月 - フィールディングビジョン・バリューを制定し、経営理念体系を再構築。
- 2009年（平成21年）4月 - NECインフロンティアシステムサービスを吸収合併。
- 2014年（平成26年）
  - 3月 - 日本電気が株式公開買付けを実施し、97.2%（退職給付信託分含む）の株式を取得。
  - 7月 - いわゆる二段階買収により日本電気が完全子会社化。上場廃止。